# Hokus Pokus
Hokus Pokus è un singolo dell'album The Great Milenko del gruppo Horrorcore Insane Clown Posse. Jason Nevins in seguito, ha realizzato un Remix dal nome "Hokus Pokus (Headhunta'z Remix)". Il singolo debutto alla posizione numero 54 della Official Singles Chart